# 科羅連基夫卡
49°32′33″N 35°5′51″E / 49.54250°N 35.09750°E
科羅連基夫卡（羅馬化：Korolenkivka）是烏克蘭中部的村莊，隸屬波爾塔瓦州的波爾塔瓦區。該村距離米哈伊利夫斯凱1公里，海拔高度145米，2001年人口232。